# Volta a Catalunya de 1969
La Volta a Catalunya de 1969 va ser 49a edició de la Volta Ciclista a Catalunya. Es disputà en 8 etapes del 9 al 16 de setembre de 1969 amb un total de 1529,0 km. El vencedor final fou l'espanyol Mariano Díaz de l'equip Fagor per davant de Franco Bitossi del Filotex, i de Jesús Manzaneque del La Casera-Bahamontes.
La primera i la quarta etapes estaves dividides en dos sectors.
Hi havia bonificacions de 20 i 10 segons als dos primers de cada etapa, i de 10, 6 i 3 segons als primers als alts de 1a, 2a i 3a categoria respectivament.
Mariano Díaz guanyava amb només 8 segons de marge sobre l'italià Bitossi. Va ser una de les victòries més importants de la seva carrera, aconseguida un any després de vèncer també a la Setmana Catalana.

## Etapes
| Etapa | Data           | Ciutats d'etapa                        | km    | Vencedor de l'etapa   | Líder de la general |
| ----- | -------------- | -------------------------------------- | ----- | --------------------- | ------------------- |
| 1a A  | 9 de setembre  | Figueres – Empuriabrava                | 61,4  | Cipriano Chemello     | Cipriano Chemello   |
| 1a B  | 9 de setembre  | Empuriabrava - Arbúcies                | 148,6 | Domingo Perurena      | Domingo Perurena    |
| 2a    | 10 de setembre | Arbúcies – Mollet del Vallès           | 189,4 | Dino Zandegù          | Dino Zandegù        |
| 3a    | 11 de setembre | Mollet del Vallès – Balaguer           | 171,0 | Alberto Della Torre   | Dino Zandegù        |
| 4a A  | 12 de setembre | Balaguer - Flix                        | 117,3 | Juan María Uribezubia | Dino Zandegù        |
| 4a B  | 12 de setembre | Flix – Amposta                         | 97,3  | Cipriano Chemello     | Dino Zandegù        |
| 5a    | 13 de setembre | Amposta - Ermita de Mig Camí (Tortosa) | 175,2 | Flaviano Vicentini    | Luciano Dalla Bona  |
| 6a    | 14 de setembre | Tortosa - Barcelona                    | 218,2 | Agustín Tamames       | Luciano Dalla Bona  |
| 7a    | 15 de setembre | Barcelona - Sant Hilari Sacalm         | 199,1 | Franco Bitossi        | Mariano Díaz        |
| 8a    | 16 de setembre | Sant Hilari Sacalm - Manresa           | 151,5 | Franco Bitossi        | Mariano Díaz        |

### 1a etapa A[1]
09-09-1969: Figueres – Empuriabrava, 61,4:
| Resultat de la 1a etapa A \| \| Ciclista \| Equip \| Temps \| \| - \| ----------------- \| --------- \| ---------- \| \| 1 \| Cipriano Chemello \| Salvarani \| 1h 30' 26" \| \| 2 \| Ramón Sáez \| Pepsi \| m. t. \| \| 3 \| Severino Andreoli \| Filotex \| m. t. \| |                   |           |            |
| | Ciclista          | Equip     | Temps      |
| 1 | Cipriano Chemello | Salvarani | 1h 30' 26" |
| 2 | Ramón Sáez        | Pepsi     | m. t.      |
| 3 | Severino Andreoli | Filotex   | m. t.      |

### 1a etapa B[1]
09-09-1969: Empuriabrava - Arbúcies, 148,6:
|   | Ciclista                   | Equip                | Temps      |
| - | -------------------------- | -------------------- | ---------- |
| 1 | Domingo Perurena           | Fagor                | 3h 56' 38" |
| 2 | Luciano Dalla Bona         | Salvarani            | + 01"      |
| 3 | Sebastián Fernández Dueñas | La Casera-Bahamontes | m. t.      |

|   | Ciclista          | Equip     | Temps      |
| - | ----------------- | --------- | ---------- |
| 1 | Domingo Perurena  | Fagor     | 5h 26' 54" |
| 2 | Cipriano Chemello | Salvarani | + 01"      |
| 3 | Ramón Sáez        | Pepsi     | + 06"      |

### 2a etapa[2]
10-09-1969: Arbúcies – Mollet del Vallès, 189,4 km.:
|   | Ciclista               | Equip                | Temps      |
| - | ---------------------- | -------------------- | ---------- |
| 1 | Dino Zandegù           | Salvarani            | 5h 10' 49" |
| 2 | Jesús Manzaneque       | La Casera-Bahamontes | m. t.      |
| 3 | Luis Pedro Santamarina | Fagor                | m. t.      |

|   | Ciclista               | Equip                | Temps       |
| - | ---------------------- | -------------------- | ----------- |
| 1 | Dino Zandegù           | Salvarani            | 10h 37' 28" |
| 2 | Jesús Manzaneque       | La Casera-Bahamontes | + 16"       |
| 3 | Luis Pedro Santamarina | Fagor                | + 26"       |

### 3a etapa[3]
11-09-1969: Mollet del Vallès – Balaguer, 171,0 km.:
|   | Ciclista            | Equip     | Temps      |
| - | ------------------- | --------- | ---------- |
| 1 | Alberto Della Torre | Filotex   | 4h 30' 25" |
| 2 | Franco Bitossi      | Filotex   | m. t.      |
| 3 | Cipriano Chemello   | Salvarani | m. t.      |

|   | Ciclista               | Equip                | Temps       |
| - | ---------------------- | -------------------- | ----------- |
| 1 | Dino Zandegù           | Salvarani            | 15h 07' 53" |
| 2 | Jesús Manzaneque       | La Casera-Bahamontes | + 16"       |
| 3 | Luis Pedro Santamarina | Fagor                | + 26"       |

### 4a etapa A[4]
12-09-1969: Balaguer - Flix, 117,3 km.:
| Resultat de la 4a etapa A \| \| Ciclista \| Equip \| Temps \| \| - \| --------------------- \| --------- \| ---------- \| \| 1 \| Juan María Uribezubia \| Karpy \| 3h 07' 52" \| \| 2 \| Pietro Guerra \| Salvarani \| + 3' 42" \| \| 3 \| Dino Zandegù \| Salvarani \| m. t. \| |                       |           |            |
| | Ciclista              | Equip     | Temps      |
| 1 | Juan María Uribezubia | Karpy     | 3h 07' 52" |
| 2 | Pietro Guerra         | Salvarani | + 3' 42"   |
| 3 | Dino Zandegù          | Salvarani | m. t.      |

### 4a etapa B[4]
12-09-1969: Flix – Amposta, 97,3 km.:
|   | Ciclista          | Equip     | Temps      |
| - | ----------------- | --------- | ---------- |
| 1 | Cipriano Chemello | Salvarani | 2h 20' 40" |
| 2 | Jesús Aranzábal   | Fagor     | m. t.      |
| 3 | Franco Bitossi    | Filotex   | m. t.      |

|   | Ciclista         | Equip                | Temps       |
| - | ---------------- | -------------------- | ----------- |
| 1 | Dino Zandegù     | Salvarani            | 20h 40' 07" |
| 2 | Jesús Manzaneque | La Casera-Bahamontes | + 16"       |
| 3 | Ugo Colombo      | Filotex              | + 26"       |

### 5a etapa[5]
13-09-1969: Amposta - Ermita de Mig Camí (Tortosa), 175,2 km. :
|   | Ciclista           | Equip     | Temps      |
| - | ------------------ | --------- | ---------- |
| 1 | Flaviano Vicentini | Filotex   | 4h 33' 31" |
| 2 | Luciano Dalla Bona | Salvarani | + 02"      |
| 3 | Mariano Díaz       | Fagor     | + 04"      |

|   | Ciclista             | Equip     | Temps       |
| - | -------------------- | --------- | ----------- |
| 1 | Luciano Dalla Bona   | Salvarani | 25h 14' 47" |
| 2 | Mariano Díaz         | Fagor     | + 04"       |
| 3 | Vicente López Carril | Kas       | + 31"       |

### 6a etapa[6]
14-09-1969: Tortosa - Barcelona, 218,2 km. :
|   | Ciclista        | Equip   | Temps      |
| - | --------------- | ------- | ---------- |
| 1 | Agustín Tamames | Kas     | 5h 15' 14" |
| 2 | Franco Bitossi  | Filotex | m. t.      |
| 3 | Lucien Aimar    | Bic     | m. t.      |

|   | Ciclista             | Equip     | Temps       |
| - | -------------------- | --------- | ----------- |
| 1 | Luciano Dalla Bona   | Salvarani | 30h 29' 51" |
| 2 | Mariano Díaz         | Fagor     | + 14"       |
| 3 | Vicente López Carril | Kas       | + 41"       |

### 7a etapa[7]
15-09-1969: Barcelona - Sant Hilari Sacalm, 199,1:
|   | Ciclista         | Equip                | Temps      |
| - | ---------------- | -------------------- | ---------- |
| 1 | Franco Bitossi   | Filotex              | 5h 39' 56" |
| 2 | Jesús Manzaneque | La Casera-Bahamontes | m. t.      |
| 3 | Marcello Bergamo | Filotex              | m. t.      |

|   | Ciclista             | Equip                | Temps       |
| - | -------------------- | -------------------- | ----------- |
| 1 | Mariano Díaz         | Fagor                | 36h 10' 17" |
| 2 | Jesús Manzaneque     | La Casera-Bahamontes | + 27"       |
| 3 | Vicente López Carril | Kas                  | m. t.       |

### 8a etapa[7]
16-09-1969: Sant Hilari Sacalm - Manresa, 151,5 km.:
|   | Ciclista                    | Equip   | Temps      |
| - | --------------------------- | ------- | ---------- |
| 1 | Franco Bitossi              | Filotex | 3h 54' 33" |
| 2 | José Manuel López Rodríguez | Fagor   | m. t.      |
| 3 | Lucien Aimar                | Bic     | m. t.      |

|   | Ciclista         | Equip                | Temps       |
| - | ---------------- | -------------------- | ----------- |
| 1 | Mariano Díaz     | Fagor                | 40h 04' 50" |
| 2 | Franco Bitossi   | Filotex              | + 08"       |
| 3 | Jesús Manzaneque | La Casera-Bahamontes | + 27"       |

## Classificació General
|    | Ciclista               | Equip                | Temps       |
| -- | ---------------------- | -------------------- | ----------- |
| 1  | Mariano Díaz           | Fagor                | 40h 04' 50" |
| 2  | Franco Bitossi         | Filotex              | + 08"       |
| 3  | Jesús Manzaneque       | La Casera-Bahamontes | + 27"       |
| 4  | Vicente López Carril   | Kas                  | + 27"       |
| 5  | Marcello Bergamo       | Filotex              | + 45"       |
| 6  | Joaquín Galera         | Fagor                | + 1' 00"    |
| 7  | Gabriel Mascaró        | Kas                  | + 1' 03"    |
| 8  | Ugo Colombo            | Filotex              | + 1' 07"    |
| 9  | Wladimiro Panizza      | Salvarani            | + 1' 19"    |
| 10 | Luis Pedro Santamarina | Fagor                | + 1' 36"    |

## Classificacions secundàries
|   | Ciclista               | Equip                | Punts    |
| - | ---------------------- | -------------------- | -------- |
| 1 | Joaquín Galera         | Fagor                | 47 punts |
| 2 | José Ignacio Ascasibar | La Casera-Bahamontes | 39 punts |
| 3 | Franco Bitossi         | Filotex              | 27 punts |

|   | Ciclista                    | Equip                | Punts    |
| - | --------------------------- | -------------------- | -------- |
| 1 | Carlos Echeverría           | Kas                  | 32 punts |
| 2 | José Ignacio Ascasibar      | La Casera-Bahamontes | 15 punts |
| 3 | José Manuel López Rodríguez | Fagor                | 12 punts |

|   | Ciclista         | Equip                | Punts      |
| - | ---------------- | -------------------- | ---------- |
| 1 | Franco Bitossi   | Filotex              | 88,5 punts |
| 2 | Jesús Manzaneque | La Casera-Bahamontes | 66,5 punts |
| 3 | Joaquín Galera   | Fagor                | 47 punts   |

|   | Equip                | Nacionalitat | Temps        |
| - | -------------------- | ------------ | ------------ |
| 1 | Fagor                | Espanya      | 160h 24' 28" |
| 2 | Kas                  | Espanya      | + 26"        |
| 3 | La Casera-Bahamontes | Espanya      | + 10' 17"    |